# طوم برمنغهام
طوم برمنغهام (بالإنجليزية: Tom Birmingham)‏ هو سياسي أمريكي، ولد في 4 أغسطس 1949. حزبياً، نشط في الحزب الديمقراطي. وقد انتخب رئيس مجلس شيوخ ماساتشوستس ‏.